# Thúy Hạnh (người mẫu)
Bùi Thúy Hạnh (sinh ngày 4 tháng 2 năm 1978) là nữ người mẫu, người dẫn chương trình, giám đốc chuyên môn cho công ty người mẫu Elite. Đồng thời còn là giám khảo của chương trình Vietnam's Got Talent. Cô có một người chị song sinh là người mẫu Thúy Hằng. Cô kết hôn với nhạc sĩ Minh Khang và đã có hai con gái.
Với vị trí giám đốc chuyên môn Elite Việt Nam, cô đại diện cho Việt Nam tại cuộc thi Hoa hậu Trái Đất 2004 để tìm hiểu công tác tổ chức và tiêu chí cử thí sinh phù hợp.
Cô đã trở lại cuộc thi Hoa hậu Trái Đất 2009 với vai trò là Ban giám khảo.